# Goumoens-la-Ville
Goumoens-la-Ville är en ort i kommunen Goumoëns i kantonen Vaud i Schweiz. Den är kommunens huvudort och ligger cirka 15,5 kilometer norr om Lausanne. Orten har cirka 861 invånare (2020).
Orten var före den 1 juli 2011 en egen kommun, men slogs då samman med kommunerna Eclagnens och Goumoens-le-Jux till den nya kommunen Goumoëns.